# Yvonne McGregor
Yvonne McGregor (Bradford, 9 de abril de 1961) es una deportista británica que compitió en ciclismo en la modalidad de pista, especialista en la prueba de persecución individual.
Participó en dos Juegos Olímpicos de Verano, en los años 1996 y 2000, obteniendo una medalla de bronce en Sídney 2000, en la prueba de persecución individual y el cuarto lugar en Atlanta 1996 en la misma disciplina.
Ganó dos medallas en el Campeonato Mundial de Ciclismo en Pista, oro en 2000 y bronce en 1997.

## Medallero internacional
| Juegos Olímpicos   | Juegos Olímpicos          | Juegos Olímpicos  | Juegos Olímpicos       |
| Año                | Lugar                     | Medalla           | Competición            |
| ------------------ | ------------------------- | ----------------- | ---------------------- |
| 2000               | Sídney ( Australia)       | Medalla de bronce | Persecución individual |
| Campeonato Mundial |                           |                   |                        |
| Año                | Lugar                     | Medalla           | Competición            |
| 1997               | Perth ( Australia)        | Medalla de bronce | Persecución individual |
| 2000               | Mánchester ( Reino Unido) | Medalla de oro    | Persecución individual |